# Crepidacantha parvipora
Crepidacantha parvipora is een mosdiertjessoort uit de familie van de Crepidacanthidae. De wetenschappelijke naam van de soort is voor het eerst geldig gepubliceerd in 1930 door Canu & Bassler.